# حصرون
حصرون، هي قرية في قضاء بشري في محافظة الشمال في لبنان. تقع في وادي قاديشا، وتطل على الفرع الجنوبي للوادي المعروف بوادي قنوبين.
تُعرف حصرون باسم "وردة جبل لبنان" بسبب أسطح منازلها ذات الأسطح القرميدية الحمراء، وهي قرية مارونية كاثوليكية. وقد ساهمت بشكل كبير في الكنيسة المارونية، حيث ينحدر منها بطريركين: البطريرك يعقوب عواد (1705-1733) والبطريرك سمعان عواد (1743-1756). ومن حصرون جاءت أيضًا عائلة المستشرقين المشهورين السمعانيين ومن بينهم جوزيبي سيمون السمعاني الشهير، مؤلف مكتبة الشرق وأوبرا إفرايمي السورية.

## جغرافيا
تبعد حصرون 107 كلم عن العاصمة بيروت و43 كلم عن مدينة طرابلس، ويمكن الوصول إليها عبر ثلاثة منافذ: طريق شكا - اميون - كوسبا - حدث الجبة -حصرون، أو طرابلس - كوسبا- حدث الجبة - حصرون، وثالثاً عبر طرابلس - زغرتا - اهدن - بشري فحصرون.
يبلغ عــدد سكان حصرون اليوم نحو 10 آلاف نسمة وعددم هجريها نحو 35 الفاً في الولايات المتحدة الاميركية، كندا، أستراليا، البرازيل، المكسيك، الأرجنتين وبلدان اميركا الجنوبية والقارة الأفريقية، ومن أبرز العائلات الحصرونية، معربس، عواد، السمعاني، عفريت والحوارني.[بحاجة لمصدر]

## التسمية
يرجع البعض اسم حصرون إلى أحد اسباط العهد القديم الذين منهم ولد المخلص بحسب نص إنجيل السلالة في القديس متى إذ يقول: «فارص ولد حصرون وحصرون ولد ارام» وآخرون يرجعون اشتقاق كلمة حصرون من كلمة «خنصر» أو من فعل «حاصر» ويقولون ان حصرون هي البلدة التي حاصرها الأعداء وتحاصرها الجبال والثلوج والوادي.
أما عن شفيع حصرون فهو القديس لابي أحد الرسل الإثني عشر الذي يذكر الإنجيل انه كان نسيبا ليسوع (متى 13/55) واكرام أهل -حصرون لهذا القديس الشفيع كان ببناء كنيسة أثرية تحمل إسمه يعود تاريخها إلى الاثار الصليبية ويقال انها بنيت على انقاض هيكل وثني كان قد شيد تخليدا للملك حصرائيم، ويظن البعض بان اسم -حصرون انما اشتق من هذا الاسم بالذات.

## تاريخ
يروي الاسقف إبراهيم الحدثي ما يلي: «في شهر ايار سنة 1283 جرى افتتاح جبة بشري فاستولوا على قراها واحرقوها ودكوها واعملوا السيف باهل حصرون وذبحوهم في كنيستهم إذ كانوا يسمعون القداس فقبلوا اكليل الشهادة بسفك دمهم وقد دفنت جثثهم في مغارة تحت صخر في أعلى البلدة». وهو مما يدل على أن حصرون كانت مأهولة ما قبل القرن الثالث عشر وانها بنيت وتوطدت على الايمان والشهادة.
ومن أشهر خصائصها انها كانت مشتل البطاركة والمطارنة والكهمة والرهبان حيث اعطت ما لايقل عن أربعة بطاركة وسبعة عشر مطرانا! في زمن غير بعيد كان في -حصرون 42 راهبا وكاهنا في آن واحد، كما لعبت حصرون بفضل مشايخها واعيانها دورا وجيها ليس فقط على صعيد المنطقة بل أيضا على صعيد الوطن إذ تولى ابناؤها المناصب الرفيعة. وفي -حصرون نصب العلامة يوسف سمعان السمعاني (1687/1768) زهرة المدارس المارونية في روما وواضع رسوم المجمع اللبناني في الشرق.

## الكنائس والأديرة
أما المعابد والمزارات فلحصرون الكثير منها مزارات تاريخية كمزار مار توما الذي لجا اليه الطريرك تيان ابان الاضطهاد وقد كان مقر لحبساء كثيرين ومزار على اسم الملاك ميخائيل واخر على اسم مار يعقوب المقطع وناك شبه مزار على قمة الجبل على اسم مار سمعان العامودي ومزار عرف بام العجائب بالقرب من كنيسة السيدة.
ولحصرون ثلاث كنائس كنيسة السيدة وكنيسة مار لابي الرسول وكنيسة القديسة حنة.
. اما عن الاديرة والمدارس فهناك دير ومدرسة مار لابي وهــو تابع لراهبات المحبة اللعازريات، مدرسة السيدة للآباء الانطونيين، المدرسة الرسمية المختلطة، مدرسة حصرون المهنية العالية ودير الآباء اللعازريين.
واسست أول جوقة في -حصرون سنة 1969 وهي الآن بقيادة السيد طوني لابا الذي رافق الجوقة في العزف على البيانو منذ تاسيسها.

## السياحة والخدمات
واقع البلدة زراعي بامتياز وتشتهر بزراعة التفاح والكرز، يــوجــد فيها مــركــز للدفاع المدني ومستوصف صحي حــديــث يقدم الخدمات لاهل البلدة والقرى المجاورة، إضافة إلى مركز بريد وهاتف وخدمات الانترنت. امــا بالنسبة الــى القطاع السياحي، فتشتهر حصرون بكونها تضم أقدم سوق تجارية في المنطقة ولا تزال هذه السوق مقصد الزبائن.
وهناك تعاونية زراعية اسست في العام 1983 غايتها تأمين مستلزمات الإنتاج الزراعي وتنمية مشاريع الري.
وعن القطاع الصناعي فهناك معامل عدة لإنتاج حجر الخفان ونشر الحجر الطبيعي وصناعة البلاط.
يجعل الارتفاع الكبير عن سطح الــبــحــر، ووقــوعــهــا على تــخــوم وادي قنوبين من حصرون مصيفاً هاماً، ولــهــذا السبب أقيم فيها العديد مــن الــفــنــادق والمطاعم والمقاهي ومراكز التسلية، التي تقدم الخدمات السياحية للمصطافين والسياح العرب والاجانب. ويبدو أن القطاع السياحي في حصرون على نمو مطرد بحيث ان الجمال الطبيعي والمناخ الرائع وما تتمتع به البلدة من مزايا جعلتها مــقــصــداً لمتذوقي الــجــبــال وطــلاب الراحة والصحة. إضافة إلى ذلك تتمتع حــصــرون بنشاط مميز على صعيد التزلج، وفيها ناد للتزلج يضم عددا كبيرا من الهواة، حصرون وردة الجبل